# Fritzi Jokl

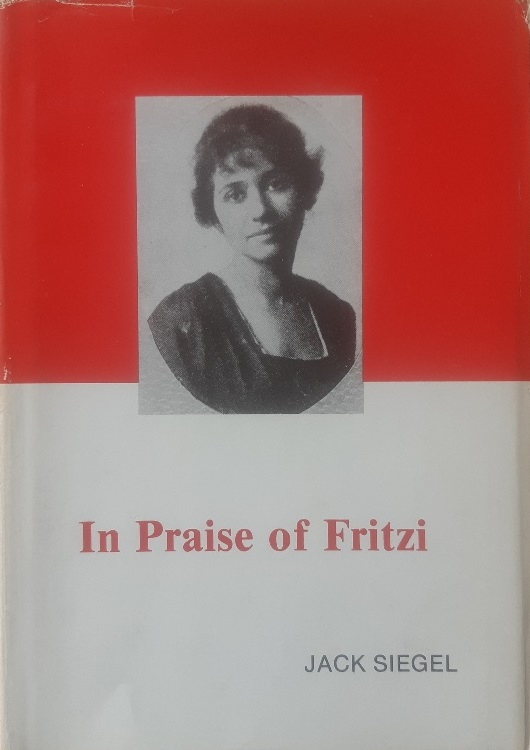
Erinnerungsbuch an Fritzi Jokl von ihrem Ehemann (New York 1977)

Fritzi Jokl (* 23. März 1895 in Wien; † 15. Oktober 1974 in New York) war eine austroamerikanische Opernsängerin (Sopran).

## Leben
Fritzi Jokls Gesangsausbildung erfolgte unter anderem bei der Frau des Klaviervirtuosen Moriz Rosenthal, Frau Rosenthal-Ranner. Ihr erstes Engagement erhielt sie 1917 an der Frankfurter Oper. Dort blieb sie bis 1922 und sang viele Koloratur-Partien. Anschließend wechselte Fritzi Jokl für eine Saison an das Landestheater Darmstadt (heute Staatstheater Darmstadt), um schließlich unter dem Dirigenten Eugen Szenkar zunächst an der Volksoper Berlin (bis 1925), dann an der Oper Köln (bis 1926) zu singen. Der dortige Erfolg brachte ihr ein Engagement bei den Salzburger Festspielen (1928 war sie die Despina), ein Gastengagement an der Covent Garden Opera in London und schließlich einen festen Vertrag als erste Koloratursopranistin an der Münchner Staatsoper ein. Auch Gastauftritte an der Wiener Staatsoper (1930) und in Amsterdam (1932) belegen ihre herausgehobene Stellung. Ein geplanter Wechsel 1932 zur Krolloper in Berlin kam wegen deren Schließung nicht zustande, so dass sie noch einmal zum Landestheater Darmstadt zurückkehrte, wo sie nach dem Machtantritt der Nationalsozialisten im Frühjahr 1933 als Jüdin entlassen wurde.
Ihr blieben noch einige Auftritte bei Veranstaltungen des Jüdischen Kulturbundes unter den Dirigenten Joseph Rosenstock und Hans Wilhelm Steinberg und eine Frankreichtournee mit einer Wanderbühne. Dann musste Fritzi Jokl 1936 über Österreich in die USA emigrieren.
Die Metropolitan Opera in New York lehnte ein Engagement der Sängerin ab, da ihr Fach bereits mit Lily Pons und Bidu Sayão besetzt war. Fritzi Jokl beendete in der Folge ihre Laufbahn und trat nur noch im privaten Rahmen auf. Sie ließ sich in New York nieder und heiratete dort den Autor und Journalisten Jack Siegel.
In Darmstadt wurde im Juni 2011 eine Gedenktafel im Foyer des Staatstheaters angebracht, auf der erinnert wird an die vertriebenen jüdischen Mitarbeiter des Instituts, unter anderem an Fritzi Jokl.

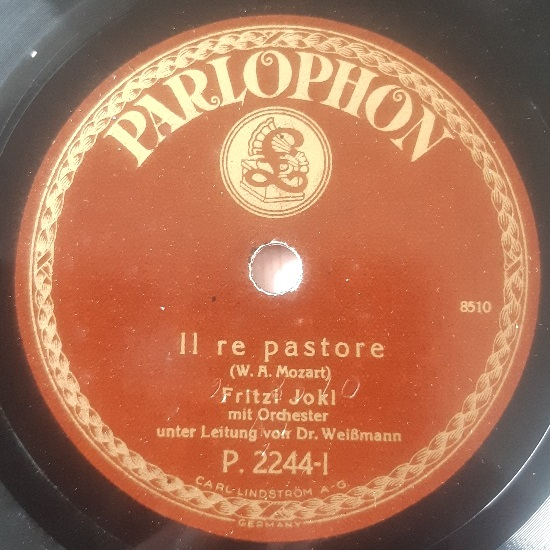
Schallplatte von Fritzi Jokl (Berlin 1925)

Fritzi Jokl hinterließ nur wenige Schallplatten der Marke Parlophon (Berlin 1924–25 und 1928).

## Partien (Auswahl)
Oper Frankfurt
- Rosina in Barbier von Sevilla
- Urbain in Die Hugenotten
- Oscar in Ein Maskenball
- Blondchen in Die Entführung aus dem Serail
- Sophie in Der Rosenkavalier

Berliner Volksoper
- Konstanze in Die Entführung aus dem Serail
- Norina in Don Pasquale
- Violetta in La Traviata

Staatsoper München
- Zerbinetta in Ariadne auf Naxos (unter dem Dirigat des Komponisten Richard Strauss)
- Gilda in Rigoletto
- Nedda in Der Bajazzo
- Olympia in Hoffmanns Erzählungen
- Marzelline in Figaros Hochzeit
- Rosalinde in Die Fledermaus

Covent Garden Opera
- Najade und Zerbinetta in Ariadne auf Naxos
- Waldvogel in Siegfried

Salzburger Festspiele 1928
- Despina in Così fan tutte

Berliner Kulturbund
- Susanna in Figaro
- Olympia in Hoffmanns Erzählungen
- Micaela in Carmen

Weitere Partien
- Königin der Nacht in Die Zauberflöte
- Susanna in Figaros Hochzeit
- Cenerentola in Aschenbrödel oder der Triumph der Güte
- Galathea in der gleichnamigen Oper
- Inez in Africaine
- Le Rossignol in der gleichnamigen Oper

## Diskografie
- Lebendige Vergangenheit – Fritzi Jokl. Preiser/Naxos, Wien 1999
- Fritzi Jokl Heritáge 1924–1928. Dante Musikwelt-Tonträger 1998
- Four Famous Sopranos of the Past (Schöne, Jokl, Eisinger und Szabo). Preiser/Naxos, Wien 1998
- Aus Münchens Operngeschichte, darin: Fritzi Jokl singt Don Pasquale: Auch ich versteh’ die feine Kunst. Preiser/Naxos, Wien 1999
- ABC der Gesangskunst, Teil 6, darin: Fritzi Jokl singt: Alessandro Stradella: Seid meiner Wonne stille Zeugen und Die Hugenotten: Nobles Seigneurs salut (Ihr edlen Herr’n allhier). Cantus-Line (DA Music), Diepholz 2002

## Einzelbelege
1. ↑  Verstummte Stimmen. Die Vertreibung der „Juden“ aus der Oper 1933 bis 1945. Der Kampf um das Hessische Landestheater Darmstadt. Metropol Verlag, Berlin 2009
2. ↑  cantabile-subito.de

| Personendaten    | Personendaten                              |
| ---------------- | ------------------------------------------ |
| NAME             | Jokl, Fritzi                               |
| KURZBESCHREIBUNG | austroamerikanische Opernsängerin (Sopran) |
| GEBURTSDATUM     | 23. März 1895                              |
| GEBURTSORT       | Wien                                       |
| STERBEDATUM      | 15. Oktober 1974                           |
| STERBEORT        | New York                                   |